# Ayten Kiliçarslan
Ayten Kiliçarslan (* 1965 im Sauerland) ist eine deutsch-türkische Diplompädagogin und Volkswirtschaftlerin.
Als Kind von Arbeitsmigranten im Sauerland geboren, wuchs Kiliçarslan bei ihrer Großmutter in der Türkei auf, bevor sie im Alter von fünfzehn Jahren nach Deutschland zurückkehren konnte. Hier studierte sie Pädagogik und Volkswirtschaft.
Hauptamtlich war sie zuerst eine als Referentin für die Stadt Bonn zum Thema „Migrationsarbeit und Islam als Sozialisationsfaktor“ (1999) tätig. Während sie einen Lehrauftrag an der Universität Essen und Duisburg (1999–2002) innehatte, nahm sie als stellvertretende Leiterin des „Begegnungs- und Fortbildungszentrum muslimischer Frauen“ ihre Tätigkeit an und leitete gleichzeitig das „Muslimisches Frauenbildungswerk“ (1999–2009). Sie leitete dort das vom Bundesministerium des Innern geförderte Projekt „politische Bildung für muslimische Frauen“ (2003–2004) und baute einige Beratungsstellen wie Migrationsberatung für Erwachsene Zuwanderer (MEB), ALG II Beratung und Schuldnerberatung mit auf. Nach ihrer Tätigkeit als Migrationsberaterin für Erwachsene Zuwanderer (2005–2009) wechselte sie zu DITIB und war für die Koordinierung der Landesverbände und Projektentwicklungen zuständig (2010–2014). Als Abteilungsleiterin für „Frauen, Familie, Jugend und Soziale Dienste“ (2014–2017) hat sie mehrere Projekte angestoßen und geleitet und entsprechende Strukturen aufgebaut, bis eine Weiterentwicklung nicht mehr möglich war.
Aktuell ist Ayten Kılıçarslan seit Mai 2018 beim  Sozialdienst muslimischer Frauen (SmF e.V.) als geschäftsführende Vorsitzende und Projektleiterin beschäftigt.
Ihre Schwerpunkte liegen in der Migrations- und Integrationspolitik, Strukturaufbau, Inklusion und Partizipation, Jugendprävention, Jugendarbeit, Frauenschutz, Frauenförderung und kultursensible Sozialarbeit.
Ihre ehrenamtliche Tätigkeiten: Leitung von „Studentinnenvereinigung ASG-IQRA“ an der Uni Köln (1996–1999), Teilnahme im „Leadership Programm“ des US-amerikanischen Außenministerium (2006), Moderation von „Islamforum NRW“ (2007–2009), Teilnahme an der „Deutschen Islamkonferenz“ (2007–2017), Mitbegründerin und erste Vorstandsvorsitzende „Aktionsbündnis muslimischer Frauen e.V. – AMF“ (2009), erste weibliche Vorstandsmitglied der „DITIB e.V.“ (2007–2009), Aufbau und Konstituierung der „DITIB Landesverbände“ (2009), Mitglied im Beratungsgremium des Amtes für Auslandstürken (2013–2016), Gründung des „Bund Muslimischer Frauen – BDMF“ (2013), Gründung des „Bund muslimischer Jugend – BDMJ“ (2014), Gründungsvorsitzende des „Islamisches Kompetenzzentrum für Wohlfahrtswesen – IKW e.V“. (2016–2018), Gründungsvorsitzende der „Sozialdienst muslimischer Frauen – SmF e.V.“ (2016 - ).
Veröffentlichte Bücher: Eindrücke aus den USA (Amerika‘dan İzlenimler-2008), Türkische Frauen aus der 1. und 2. Generation in der Migration (Göç sürecinde Almanya’da Birinci ve İkinci Nesil Türk Kadınları (2012)).
Die deutsche Staatsbürgerin ist verheiratet und hat drei Kinder.